# Mull Covered Bridge
Die Mull Covered Bridge ist eine historische, überdachte Brücke aus Holz im Nordwesten des US-Bundesstaates Ohio. Sie wurde Mitte des 19. Jahrhunderts in der Nähe von Burgoon im Sandusky County errichtet. Die Brücke dient zwar nicht mehr dem allgemeinen Verkehr, blieb jedoch erhalten und ist nun ein als historische Stätte Bestand des National Register of Historic Places.

## Geschichte
Im Jahre 1851 hatte Amos Mull, der eine Sägemühle am East Branch Wolf Creek in der Ballville Township besaß, ein wesentliches Problem: Der Wasserlauf behinderte potentielle Kunden beim Aufsuchen der Betriebsstätte. Nach einer Eingabe an die Countyverwaltung, in der er um Unterstützung ersuchte, stimmten die Räte zu, ihm einen Zuschuss von 75 US-Dollar zu gewähren, um in der Nähe von Mulls ufernahem Haus eine überdachte Brücke zu errichten, und Mull stimmte zu, das Bauholz für die Konstruktion zur Verfügung zu stellen. Bei dem Bauwerk handelt es sich um eine Gitterträgerbrücke, die aus vielen diagonal angeordneten Elementen besteht – diese wurden aus dem in Mulls Sägemühle geschnittenen Bauholz zusammengesetzt. Die Seiten der Brücke sind mit vertikal ausgerichteten Brettern verkleidet. Das Dach ist ein Blechdach und die Widerlager sind aus Stein. Die Brücke hat eine Länge von 30 m und bestand aus nur einem Überbau. Seit ein Pfeiler aus Beton zu einem unbekannten Zeitpunkt in der Mitte hinzugefügt wurde, ist die Stützweite verringert.
Nachdem das Bauwerk mehr als ein Jahrhundert in Betrieb war, wurde die Mull Covered Bridge am 2. August 1962 für den Verkehr geschlossen, und eine neue Bogenbrücke aus Beton wurde errichtet, um die lokale Straße über den Bach zu führen, die ursprünglich die alte Brücke genutzt hatte. Die historische Gesellschaft für das Sandusky County sah Sinn in der Erhaltung der historischen Bausubstanz und übte Druck auf die Räte des Countys aus, die Erhaltung zu beschließen. Das Ersuchen war erfolgreich und die Brücke wurde als Denkmal behalten. Zwölf Jahre später wurde die Brücke in das National Register of Historic Places aufgenommen, weil sie ein Beispiel für die Methodik bei ihrer Erbauung ist. In dem Jahr (1974) war die Brücke eine von nur noch drei überdachten Brücken im Nordwesten von Ohio und nur eine von elf Gitterträgerbrücken im ganzen Bundesstaat. 1990 wurde die Brücke renoviert. Sie ist heute die älteste noch bestehende überdachte Brücke in Ohio. Im Sandusky County gibt es nun keine andere überdachte Brücke mehr, obwohl sechs weitere – darunter eine über 300 m lange Eisenbahnbrücke über den Sandusky River – erbaut wurden.